# Maredudd ap Bleddyn
Maredudd ap Bleddyn (1047 circa – 1132) è stato principe del Powys, nel Galles orientale, dal 1116 al 1132 (anno della morte).
Era figlio di Bleddyn ap Cynfyn, che regnò sia sul Powys sia sul Gwynedd. Quando Bleddyn fu ucciso nel 1075, il Powys fu diviso tra i suoi tre figli: Iorwerth, Cadwgan e Maredudd.
All'inizio Maredudd sembra essere stato il meno potente dei tre, visto che è il meno menzionato nelle cronache. I tre fratelli poterono mantenere le loro terre i qualità di vassalli di Roberto di Bellême, terzo Earl di Shrewsbury. Sceso in rivolta contro re Enrico I d'Inghilterra, ebbe all'inizio l'appoggio militare dei tre fratelli, che saccheggiarono lo Staffordshire. Il re diede a Guglielmo Pantulf il compito di corrompere coj la promessa di terre Iorwerth, considerato il più potente dei tre fratelli, affinché rompesse la sua alleanza con Roberto e i suoi stessi fratelli. Guglielmo portò a termine con successo la sua missione, e così Iorwerth, dopo avere condotto una grande forza militare gallese in aiuto del re, sconfisse e bandì l'Earl Roberto. A questo punto fece prigioniero il fratello Maredudd e lo consegnò al sovrano inglese.
Maredudd riuscì a scappare dalla prigionia nel 1107, ma non aveva più alcun potere. Nel 1113, sembra essere stato capitano della guardia personale del nipote Owain ap Cadwgan, divenuto principe del Powys. In tale veste, in quello stesso anno Maredudd poté catturare Madog ap Rhiryd, che aveva ucciso i suoi due fratelli due anni prima. Maredudd lo inviò a Owain, che si vendicò accecando l'assassino del padre Cadwgan.
Quando nel 1114 Enrico I d'Inghilterra invase il Galles, Maredudd fece rapidamente pace con lui, mentre Owain strinse un'alleanza con Gruffydd ap Cynan, re del Gwynedd, per opporsi all'invasione. Dopo l'uccisione di nel 1116 Maredudd divenne sempre più potente, assumendo il ruolo di sovrano del Powys. In quello stesso anno inviò 400 uomini in aiuto a Hywel ab Ithel, che regnava su Rhos e Rhufoniog sotto la protezione del Powys, contro i figli di Owain ab Edwin di Dyffryn Clwyd. Hywel vinse nella battaglia di Maes Maen Cymro, vicino a Ruthin, ma fu gravemente ferito e morì sei settimane dopo. Perciò i figli di Gruffydd ap Cynan inglobarono le sue terre nel Gwynedd, senza che Maredudd potesse impedirlo.
Nel 1121 Maredudd fece un raid contro Cheshire, cosa che spinse Enrico I a invadere il Powys. Maredudd si ritirò nella Snowdonia e chiese aiuto proprio a Gruffydd ap Cynan.
Tuttavia Gruffydd non volle sfidare il sovrano inglese e quindi Maredudd fu costretto a comprare la pace. Il Gwynedd continuò a premere su Powys, con i figli di Gruffydd ap Cynan, Cadwallon e Owain Gwynedd, che si impadronirono di più terre nel 1124. Cadwallon fu ucciso nella battaglia di Llangollen (1132). Maredudd non partecipò a questa battaglia e morì nello stesso anno. Gli successe il figlio Madog ap Maredudd.